# Patriarch von Alexandrien
Patriarch von Alexandrien ist die Bezeichnung für die Bischöfe dreier christlicher Konfessionen, die alle ihren historischen Sitz in der ägyptischen Stadt Alexandria haben. Gemäß kirchlicher Tradition wurde der alexandrinische Bischofssitz vom Evangelisten Markus im Jahr 42 gegründet. Bis zum Konzil von Chalkedon (451) wird die gemeinsame Sukzessionslinie von allen drei Kirchen anerkannt.
Zurzeit wird der Titel von den folgenden Bischöfen geführt:
- Der koptische-orthodoxe Patriarch von Alexandrien ist das Oberhaupt der koptischen Kirche, dessen volle Bezeichnung Papst von Alexandrien und Patriarch des Stuhls des heiligen Markus lautet (arabisch بابا الإسكندرية وبطريرك الكرازة المرقسية Bāba 'l-Iskandarīya wa-baṭriyark al-kirāza al-marqusīya). Amtsinhaber ist seit November 2012 Tawadros II.[1]

- Der griechisch-orthodoxe Patriarch von Alexandrien ist das Oberhaupt der griechisch-orthodoxen Kirche von Alexandrien. Seine volle Bezeichnung lautet Papst und Patriarch von Alexandrien und ganz Afrika (griechisch Ο Πάπας και Πατριάρχης Αλεξανδρείας και πάσης Αφρικής O Pápas ke Patriárchis Alexandrías ke pásis Afrikís). Derzeitiger Amtsinhaber ist Theodoros II.

- Der koptisch-katholische Patriarch von Alexandrien ist das Oberhaupt der mit Rom unierten koptisch-katholischen Kirche. Sein voller Titel lautet Patriarch von Alexandrien der Kopten (arabisch بطريرك الإسكندرية للأقباط الكاثوليك Baṭriyark al-Iskandarīya lil-aqbāṭ al-kāṯūlīk). Derzeitiger Amtsinhaber ist Ibrahim Isaac Sidrak.

- Den Titel eines Patriarchen von Alexandrien führt auch das Oberhaupt der katholischen Melkiten, Patriarch von Antiochien und dem Ganzen Orient, von Alexandrien und von Jerusalem (arabisch بطريرك أنطاكية وسائر المشرق والإسكندرية والقدس). Derzeitiger Amtsinhaber ist Joseph Absi.

Das Lateinische Patriarchat von Alexandrien bestand seit 1215 und wurde 1964 abgeschafft.